# Gejzír Andernach

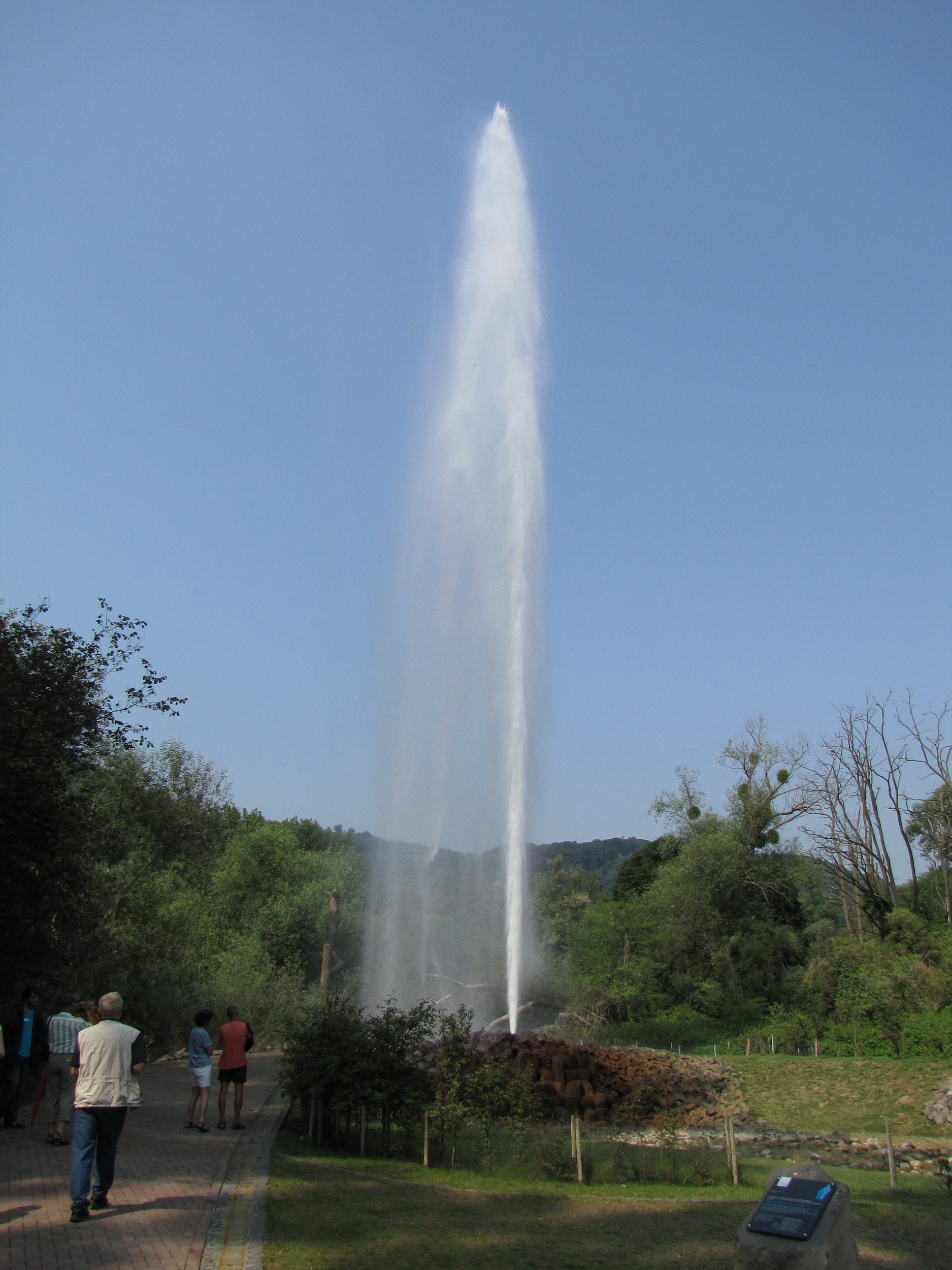
Gejzír Andernach, nejvyšší studený gejzír na světě

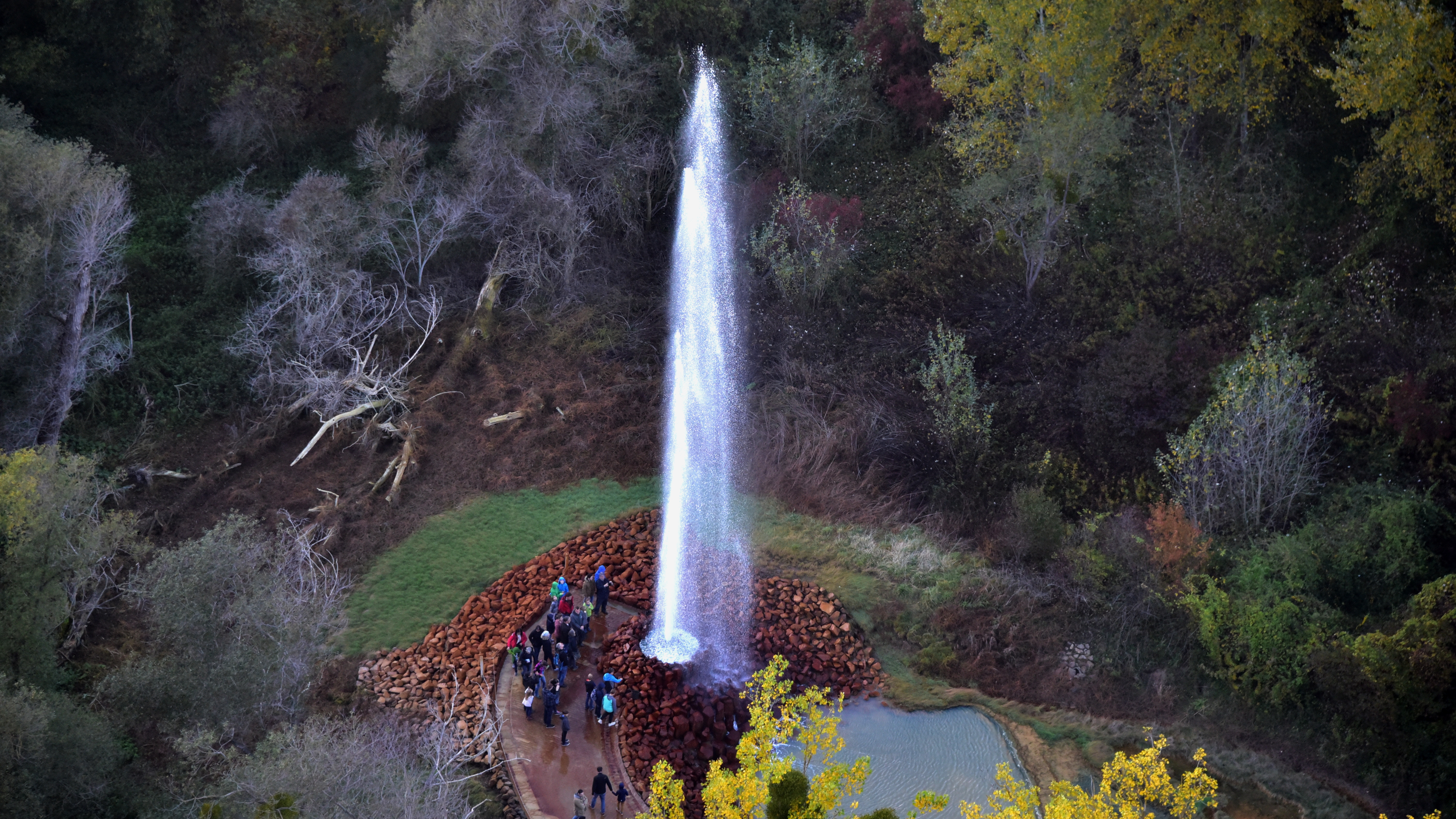
Záběr gejzíru z výšky

Gejzír Andernach (původním jménem Namedyer Sprudel) je studený gejzír dosahující výšky až 60 m, což ho činí vůbec nejvyšším svého druhu. Nachází se na poloostově Namedyer Werth na břehu Rýna u města Andernach ve spolkovém státě Porýní-Falc v Německu.
Erupce gejzíru trvá až 15 minu a interval mezi erupcemi je okolo dvou hodin. Gejzír se chová periodicky. Jako studený gejzír získává energii pro erupce z přírodního oxidu uhličitého (CO2) rozpuštěného ve vodě. Výstupní kanál gejzíru tvoří uměle vyhloubený vrt. Od roku 2006 je gejzír přístupný jako turistická atrakce v místním geoparku.

## Historie
Roku 1903 byl na místě zahájen vrt do hloubky 343 m pro získání nového zdroje CO2 a minerální vody. Podnětem k pracím byl fakt, že ve vodě ve starém rameni Rýna stoupaly bubliny CO2. Po vyvrtání nastala první erupce, při které gejzír údajně dosáhl výšky 40 m. Minerální voda, kterou gejzír produkoval se začala komerčně a brzy i turisticky využívat.
Během let zařízení značně zchátralo a roku 1957 bylo kompletně vyřazeno z provozu. Kvůli rozšiřování nedaleké dálnice Bundesstraße 9 byl roku 1967 gejzír zakryt. Od devadesátých let se začalo prosazovat opětovné obnovení provozu, to bylo ale v rozporu s předpisy na ochranu přírody, kterým místo začalo podléhat v roce 1985.
Roku 2001 byl na nedalekém místě s větším odstupem od dálnice vyhlouben další vrt, který sahá do hloubky 350 m. Od 7. července 2006 je gejzír opět periodicky aktivní. 9. listopadu 2008 byl gejzír se svou maximální výškou 60 m zanesen do Guinnessovy knihy rekordů. Od 29. května 2009 je areál plně přístupný veřejnosti.

## Anatomie gejzíru

### Umístění
Díky sopečké minulosti německé vrchoviny Eifel se v oblasti nachází množství geologických poruch a zlomů. Pomocí těchto defektů ve skále se z hlubších vrstev uvolňuje CO2. Oxid uhličitý pochází z magmatických krbů dnes již vyhaslých sopek. V bývalých vulkanických oblastech se v podzemí obecně nachází zvýšené množství CO2, které dávajá vzniknout tzv. mofetám, které koncentrují průtok CO2 na malou plochu a mohou být základem studených gejzírů. V oblasti Eifel se vyskytuje ještě jeden další studený gejzír jménem Wallender Born.

### Parametry
Vrt tvořící gejzír je hluboký 350 m a má vnitřní průměr 15 cm. Erupce gejzíru může trvat až 15 minut a při ideálních podmínkách (zejména bezvětří) dosahuje výšky až 60 m. Po erupci se vrt tvořící gejzír pomalu zatopí vodou a cyklus se po necelých dvou hodinách znovu opakuje. Perioda erupce je mezi 110 a 120 minutami.

### Mechanismus
Gejzír je na rozdíl od známějších termálních gejzírů poháněn oxidem uhličitým, který postupně nasycuje vodu ve vrtu. Pokud dosáhne jeho koncentrace ve vodě kritické hodnoty, začnou se tvořit bubliny, které stoupají a se snižujícím se hydrostatickým tlakem se zvětšují. Bubliny se sebou ženou nahoru i vodu, ze které se s nižším tlakem uvolňuje další CO2, který dále zvětšuje bubliny a proces se tím zesiluje. Když bubliny a voda, kterou tlačí před sebou, dorazí na povrch, vzniká erupce gejzíru. Po vyčerpání dostupného plynu se erupce utlumí a cyklus se opakuje.